# Kogte kartofler
Kogte kartofler er en madret, der består af kartoffelknolde kogt i let saltet vand. Kartoflerne skrælles typisk inden kogning. Kogte kartofler serveres oftest som tilbehør/garniture til madretter og er en traditionel spise i Danmark, Sverige og Tyskland.

## Tilberedning
Kartoflerne renses først i vand, hvorefter de skrælles med en kartoffelskræller eller en kniv. Alt efter deres størrelse skæres de eventuelt i stykker for at sikre, at de hurtigere bliver kogt møre. Efter at kartoflerne er skrællet, anbringes de i en gryde med koldt vand tilsat husholdningssalt. Traditionelt har man ladet kartoflerne koge omkring 20 minutter i let kogende vand, hvorefter man tester, om de er gennemkogte ved at stikke i dem med en kniv. En moderne metode er langt mere energibesparende: Kartoflerne lægges i gryden, og der hældes vand i, så det lige dækker. Gryden bringes i kog med låg på. Når vandet koger, skrues helt ned. Kartoflerne skal nu simrekoge i nøjagtig 7 minutter. Herefter slukkes for varmen. Når gryden med kartofler har stået med låg på i præcis 10 minutter, er kartoflerne perfekt kogt.
Før servering hældes vandet fra, og kartoflerne serveres dampende varme.
Kartoflerne kan serveres med smør eller sovs. På restauranter serveres de ofte med grønne urter som persille eller dild.

## Alternativer
Nye kartofler har en tynd skræl og kan derfor serveres med skræl på, det er nok at skrubbe dem. Alternativt kan nogle kartoffelsorter også serveres som pillekartofler, da skrællen på disse løsner sig ved kogningen, hvorefter den kan pilles af. Der er i øvrigt intet til hinder for at tilberede og spise kartofler med skræl. 
Kogte kartofler kan også serveres i en stærkt saltet version kaldet saltkartofler.